# Rivière aux Sapins (rivière aux Perches)
Pour les articles homonymes, voir Rivière aux Sapins et Sapin (homonymie).
La Rivière aux Sapins coule dans la partie sud de la péninsule gaspésienne, en traversant la ville de Témiscouata-sur-le-Lac et la ville de Dégelis, dans la municipalité régionale de comté (MRC) de Témiscouata, dans la région administrative du Bas-Saint-Laurent, au Québec, au Canada.
La Rivière aux Sapins se déverse sur la rive nord-ouest de la rivière aux Perches laquelle coule vers le nord-est jusqu’à la rive ouest de la rivière Madawaska. Cette dernière coule vers le sud-est jusqu’à la rive nord du fleuve Saint-Jean au Nouveau-Brunswick. Ce dernier coule vers le sud-est en traversant tout le Nouveau-Brunswick et se déversant sur la rive nord de la Baie de Fundy laquelle s’ouvre vers le sud-ouest sur l’océan Atlantique.
Le bassin versant de la rivière aux Sapins est accessible par le chemin de la Rivière-aux-Sapins lequel longe du côté nord-est l’autoroute 85.

## Géographie
La rivière aux Sapins prend sa source à l'embouchure du lac Martin (longueur : 0,7 km ; altitude : 260 m), située au sud-est du lac.
L’embouchure du Lac Martin est située à :
- 2,7 km au sud de la rive sud du lac Témiscouata ;
- 5,4 km à l'ouest du centre du village de Dégelis ;
- 18,6 km au nord-ouest de la frontière entre le Québec et le Nouveau-Brunswick ;
- 4,9 km au nord-ouest de la confluence de la rivière aux Sapins ;
- 4,9 km à l’ouest de l’embouchure du lac Témiscouata.

La rivière aux Sapins coule sur 6,4 km répartis selon les segments suivants :
- 0,1 km vers le sud-est dans la ville de Témiscouata-sur-le-Lac, jusqu'à la limite de la ville de Dégelis ;
- 2,2 km vers le sud-est dans Dégelis, jusqu'au pont de l’autoroute 85 ;
- 3,7 km vers le sud-est, en coupant le chemin de la Rivière-aux-Sapins, jusqu'au un pont de l’avenue Principale dans le village de Dégelis ;
- 0,4 km vers le sud-est, jusqu’à la confluence de la rivière[3].

La « Rivière aux Sapins » se déverse sur la rive nord-ouest de la rivière aux Perches, au cœur du centre-ville de Dégelis. Cette confluence est située à :
- 2,6 km au sud du barrage Témiscouata, situé à l’embouchure du lac Témiscouata ;
- 7,1 km au nord-est de la frontière entre le Québec et le Nouveau-Brunswick.

## Toponymie
Le toponyme « Rivière aux Sapins » a été officialisé le 7 avril 1983 à la Commission de toponymie du Québec.